# Marigaon (distrikt)
Morigaon är ett distrikt i Indien.   Det ligger i delstaten Assam, i den östra delen av landet, 1 500 km öster om huvudstaden New Delhi. Antalet invånare är 957 423.
Följande samhällen finns i Morigaon:
- Marigaon